# Luperosoma schwarzi
Luperosoma schwarzi es una especie de insecto coleóptero de la familia Chrysomelidae.
Fue descrita científicamente en 1896 por Horn.